# S is for Space
S is for Space (em português foi traduzido como "E de Espaço") é uma coletânea de contos de ficção científica escritos por Ray Bradbury em 1966.